# Ballylickey

Ballylickey (Iers:Béal Átha Leice) is een dorp in het graafschap Cork in Ierland. Het dorp is gelegen aan de N71 nabij Bantry (Ierland). De Ovane mondt hier uit in Bantry Bay
De plaats ontleent een deel van zijn bekendheid aan het Ballylickey Manor House, vroeger het thuis van de Graves-familie. Robert Graves, dichter, bezocht daar zijn familie. In de jaren veertig is het kasteel gerenoveerd en in gebruik genomen als hotel-restaurant.

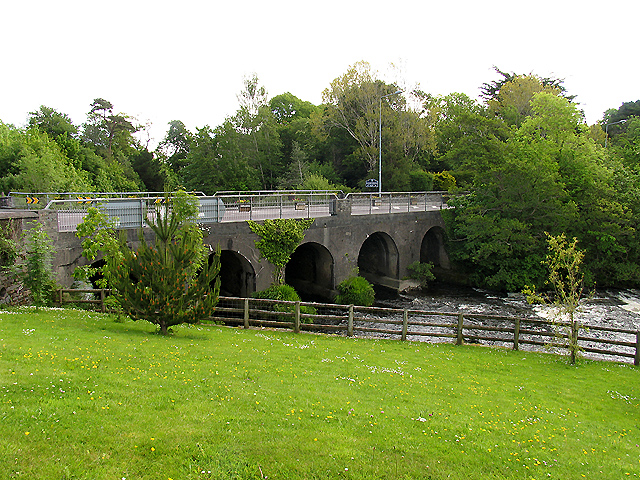
Brug in Ballylickey